# Karl Emil Lischke
Karl (ou Carl) Emil Lischke est une personnalité et un malacologiste amateur prussien, né le 30 décembre 1813 à Stettin et mort le 14 janvier 1886 à Bonn.

## Biographie
Il étudie le droit à Berlin et devient juge en 1840 à Stettin. En 1847, il devient attaché à l’ambassade de Prusse de Washington D.C.. De 1851 à 1872, il est maire d’Elberfeld. Il épouse en 1854, Alwine von der Heydt (1831-1905), fille du banquier et homme politique August von der Heydt (1801-1874).
Lischke se passionne pour l’histoire naturelle et se consacre notamment à la malacologie. Il fait paraître plusieurs publications sur les mollusques japonais et décrit plusieurs nouvelles espèces. L’université de Bonn lui décerne en 1868, un titre de docteur honoris causa. En 1873, il vend sa collection et sa bibliothèque à son ami, pharmacien et naturaliste amateur, Theodor Löbbecke (de) (1821-1901). Celui-ci fonde à Düsseldorf un musée d’histoire naturelle, l’Aquazoo – Löbbecke Museum (de), qui existe toujours. Après son départ à la retraite, il se retire à Bonn.